# Stelle principali della costellazione dei Cani da Caccia
Segue un prospetto delle stelle principali della costellazione dei Cani da Caccia, elencate per magnitudine decrescente.